# Ермашёв, Исаак Израилевич
Исаак Израилевич Ермашёв (настоящая фамилия Ерухимович; 4 февраля 1903, Двинск — 29 апреля 1964) — советский писатель и публицист.

## Биография
Родился 22 января (по старому стилю) 1903 года в Двинске Витебской губернии, в семье конеторговца Израиля (Исроела) Берковича Ерухимовича (1853—?) и Соры-Леи Шименовны (Сименовны) Равдиной (1857, Кёнигсберг —?). Семья жила на Митавской улице, 5-1 (угол Херсонской, 8-3). В 1920—1923 годах участник нелегальных коммунистических организаций в Латвии. С 1923 года жил в СССР. Работал в газетах «Молодой Ленинец», «Рабочая Москва», «Комсомольская правда». До середины 1930-х гг. продолжал сотрудничать с латышской коммунистической прессой, издававшейся в Москве Заграничным бюро ЦК Коммунистической партии Латвии, — в частности, с газетой Komunāru cīņa (с латыш. — «Коммунарская борьба»), где опубликовал в 1934 году статью о перевороте Улманиса.
Дебютировал в печати книгой «Азбука социал-милитаризма» (1931, под настоящей фамилией), анализирующей подъём военной (особенно военно-морской) промышленности в Германии. В 1934 г. руководил работой над сборником «Заговор против мира: Как была развязана империалистами война в 1914 году». Публиковал статьи военно-аналитического характера и по вопросам европейской политики. Заведовал иностранным отделом газеты «Правда», в 1936—1937 гг. корреспондент «Правды» в Лондоне. 21 октября 1937 года исключён из ВКП(б) (за «вредную статью о морской стратегии» — имелась в виду статья «Новые моменты в англо-американском морском соперничестве» в журнале «Большевик», 1933 — и за то, что скрывал наличие братьев, состоявших в партии эсеров); после замены во главе НКВД Николая Ежова Лаврентием Берией (так называемая «бериевская оттепель») обвинения были сняты, после этого Ермашёв всегда подписывался псевдонимом.
В 1943—1944 годах, после гибели Евгения Петрова, исполняющий обязанности главного редактора журнала «Огонёк». Как редактор работал с известным романом Николая Шпанова «Поджигатели» (1949), значительно повлияв на его характер; в дальнейшем написал два произведения в соавторстве со Шпановым, однако они не были опубликованы.
В послевоенные годы выступал со статьями и лекциями о международном положении. Отдельными изданиями опубликованы лекции Ермашёва «Средиземноморская проблема» (1946) и «„Атомная дипломатия“ и международное сотрудничество» (1947), книга «Международное сотрудничество. Почему оно необходимо и как его расширить» (1956).
В последний период жизни работал над китайской темой. В 1950 году опубликовал книгу «Свет над Китаем» (немецкий перевод под названием «Восход над Азией», нем. Morgenröte über Asien, 1951), посвящённую гражданской войне в Китае. В 1955 году вышла книга «Республика пяти звёзд», посвящённая первым годам коммунистического Китая. Последней работой Ермашёва стала биография Сунь Ят-сена, изданная в серии «Жизнь замечательных людей» посмертно, в 1964 году.

## Семья
Братья
Рувим Израйлевич Ерухимович (1887—?), член партии социалистов-революционеров с 1902 года, боевик. С 1915 года в ссылке в Иркутске, в 1917—1920 годах гласный (депутат) городской думы; в 1922 году выслан в Ашхабад, с 1929 года в Москве. Рабочий кожевенного производства. В 1937 году приговорён к 10 годам лагерей, дальнейшая судьба неизвестна. Его сын Исаак Рувимович (1904—1937) расстрелян в Алма-Ате.
Шолом Израилевич Ерухимович (1892—1938), в 1918—1919 годах руководитель минской городской организации партии левых эсеров. С 1919 года в заключении и в ссылке, в 1938 году расстрелян.